# Thiago Aranha
Pour les articles homonymes, voir Aranha.
Thiago de Souza Aranha Duarte est un joueur brésilien de volley-ball, né le 25 juillet 1981 à Santos (São Paulo). Il mesure 1,95 m et joue réceptionneur-attaquant.

## Clubs
| Club                   | Pays     | De        | À         |
| ---------------------- | -------- | --------- | --------- |
| Andorra TX             | Andorre  | 2002-2003 | 2003-2004 |
| Tourcoing LM           | France   | 2004-2005 | 2004-2005 |
| Paris Volley           | France   | 2005-2006 | 2006-2007 |
| Arkas Sport Club Izmir | Turquie  | 2007-2008 | 2007-2008 |
| Noliko Maaseik         | Belgique | 2008-2009 | 2008-2009 |
| Tourcoing LM           | France   | 2009-2010 | 2009-2010 |
| Pinheiros/Sky          | Brésil   | 2010-2011 | …         |

## Palmarès
- Championnat de Belgique (1)
  - Vainqueur : 2009
- Championnat de France (2)
  - Vainqueur : 2006, 2007
- Coupe de Belgique (1)
  - Vainqueur : 2009
- Coupe de France
  - Finaliste : 2005